# 扇叶龙胆
扇叶龙胆（学名：Gentiana emodii）为龙胆科龙胆属的植物。分布在不丹、尼泊尔、锡金以及中国大陆的西藏等地，生长于海拔4,350米至5,700米的地区，多生长在高山砾石带和高山草甸，目前尚未由人工引种栽培。